# Евгений Савойски-Каринян
Франц Евгений Савойски-Каринян, принц на Савоя-Каринян (на немски: Prinz Eugen von Savoyen, на френски: François-Eugène, Prince of Savoy-Carignan, на италиански: Eugenio di Savoia-Carignano; * 18 октомври 1663, Отел дьо Соасон, Париж, Кралство Франция; † 21 април 1736, Виена, Хабсбургска монархия), известен като принц Евгений, е австрийски благородник и военачалник от италиански произход, изтъкнат фелдмаршал в армията на Свещената Римска империя и на австрийската династия Хабсбурги. Прочут като един от най-великите военни командири на своята епоха, той се издига до най-високите държавни длъжности в императорския двор във Виена, прекарвайки шест десетилетия в служба на трима императори. Участва активно в Австро-турската война (1667 – 1700), Войната за испанското наследство (1701 – 1714) и Австро-турската война (1716 – 1718).

## Произход
Народностната му принадлежност трудно може да се определи. Той е пряк мъжки наследник на савойския херцог Карл Емануил I от кадетския клон Савоя-Каринян, но е твърде далечен, за да има династични шансове да заеме савойския престол. Неговият баща Евгений Маврикий Савойски-Соасон/Каринян – родоначалник на кадетския клон Савоя-Соасон и доблестен военачалник на служба при Луи XIV, живее във Франция и носи френската титла „Граф на Соасон“. Самият Евгений Савойски също е роден в Париж и израства там до 17-ата си годишнина. Неговата майка е племенницата на кардинал Мазарини – Олимпия Манчини. В Париж упорито се носят слухове, че действителният му баща е самият Луи XIV, но сериозният анализ показва, че това е невъзможно – по това време Манчини вече не е негова любовница. Именно поради това обстоятелство обаче тя е държана настрани от двора и от кралското обкръжение, което предизвиква трудности в детството на принца. 
Има двама братя и три сестри: 
- Лудвиг Томас (* 1657; † 1702), граф на Соасон, съпруг на Урания дьо ла Крот дьо Бове
- Филип (* 1659, † 1683), абат известен като „Абатът на Соасон“
- Лудвиг Юлий (* 1660, † 1683), военен
- Емануил Филиберт (* 1662, † 1676), херцог на Дрьо
- Мария Жана (* 1665, † 1705), принцеса, мадмоазел дьо Соасон
- Луиза Филиберта (* 1667, † 1726), принцеса, мадмоазел дьо Каринян
- Франциска (* 1668, † 1671), принцеса, мадмоазел дьо Дрьо

## Биография

### Ранни години
Родителите му не прекарват много време с децата им: бащата, френски генерален офицер, прекарва голяма част от времето си в кампании, докато страстта на майка му Олимпия към дворцовите интриги означава, че те получават малко внимание от нея. Кралят остава силно привързан към нея, така че мнозина ги смятат за любовници, но интригите ѝ в крайна сметка водят до падението ѝ. 
Когато Евгений е на десет години, губи баща си. През януари 1680 г., когато е на 17 г., в резултат на т. нар. Афера с отровите, майка му бяга от Франция и се установява в Брюксел, оставяйки го на грижите на баба му по бащина линия Мари дьо Бурбон, графиня на Соасон, и на леля му Луиза Кристина Савойска-Каринян, маркграфиня на Баден-Баден. 
От 10-годишна възраст той е възпитаван с цел църковна кариера. Външният му вид не е впечатляващ: „Той никога не е бил добре изглеждащ...“, пише херцогинята на Орлеан, „Вярно е, че очите му не са грозни, но носът му съсипва лицето му; той има два големи зъба, които се виждат по всяко време". Според херцогинята, съпруга на брата на Луи XIV, Филип I, херцог на Орлеан, Евгений е водел развратен живот и е принадлежал към малка, женствена група, включваща известния кросдресър абат Франсоа-Тимолеон дьо Шоази. 
През февруари 1683 г., за изненада на семейството му, 19-годишният младеж заявява намерението си да се постъпи в армията. Той кандидатства директно пред Луи XIV за командване на рота на френска служба, но кралят, за когото се казва, че не харесва външния му вид, и който не проявява никакво състрадание към децата на Олимпия, му отказва категорично. Изборът на Луи XIV му струва скъпо двадесет години по-късно, тъй като точно Евгений, в сътрудничество с Джон Чърчил, Херцог Марлборо, побеждава френската армия при Бленхайм –  решителна битка, която възпира френското военно надмощие и политическа власт.
Отказан от военна кариера във Франция, Евгений решава да потърси служба в чужбина. Един от братята му, Лудвиг Юлий, е постъпил на имперска служба предходната година, но е бил незабавно убит в битка с Османската империя през 1683 г. Когато новината за смъртта му достига до Париж, Евгений решава да пътува до Австрия с надеждата да поеме командването на брат си. През нощта на 26 юли 1683 г. Евгений напуска Париж и се отправя на изток с натрупана лична омраза срещу краля.

### Военна кариера в Австрия

#### Голяма турска война
След кратък престой в Савоя Евгений се насочва към Австрия, където поради започналата война с Османската империя се търсят войници. През май 1683 г. османската заплаха за столицата на император Леополд I, Виена, е много очевидна. Великият везир Кара Мустафа паша, насърчаван от бунта на маджарите на Имре Тьокьоли, нахлува в Унгария с между 100 и 200 хил. души; в рамките на два месеца приблизително 90 хил. души са под стените на Виена. Императорът бяга към безопасното убежище на Пасау нагоре по река Дунав. 
Евгений пристигна в лагера на Леополд I в средата на август. Въпреки че не е от австрийски произход, той има хабсбургски предшественици. Но от по-голямо значение за Леополд I е фактът, че той е роднина на Виктор Амадей II, херцог на Савоя – връзка, която императорът се надява да се окаже полезна при всяка бъдеща конфронтация с Франция. Тези връзки, заедно с аскетичния му маниер и външен вид (положително предимство за него в мрачния двор на Леополд I), осигуряват на бежанеца от омразния френски крал топло посрещане в Пасау и позиция на имперска служба. Въпреки че френският е любимият му език, той общува с Леополд на италиански, тъй като императорът (въпреки че го знае перфектно) не харесва френския. Но Евгений също владее немски език, който разбира много лесно – нещо, което много му помага в армията.
Евгений не се съмнява къде се намира новата му вярност и тази лоялност веднага е подложена на изпитание. До септември имперските сили под командването на херцога на Лотарингия, заедно с мощна полска армия под командването на крал Ян III Собиески, са готови да ударят армията на султана. Сутринта на 12 септември християнските сили се подреждат в бойна линия по югоизточните склонове на Виенската гора, гледайки отвисоко масивния вражески лагер. Продължилата цял ден битка при Виена води до вдигане на 60-дневната обсада и силите на султана са разбити. Служейки при Лудвиг Вилхелм, маркграф на Баден-Баден, като 20-годишен доброволец, Евгений се отличава в битката, спечелвайки похвала от Лудвиг и императора; по-късно Леополд I го назначава за полковник и му дава драгунския полк Куфщайн.

##### Свещена лига
През март 1684 г. Леополд I формира Свещената лига с Полша и Венеция, за да се противопостави на османската заплаха. През следващите две години Евгений продължава да се представя с отличие в кампанията и да се утвърждава като отдаден, професионален войник. До края на 1685 г., все още само на 22 години, той е произведен в чин „генерал-майор“. Малко се знае за живота му по време на тези ранни кампании.  Въпреки това е ясно, че Лудвиг Вилхелм, маркграф на Баден-Баден, е бил впечатлен от качествата му: „Този млад мъж с времето ще заеме мястото на онези, които светът смята за велики водачи на армии.“ 
През юни 1686 г. херцогът на Лотарингия обсажда Буда (Будапеща), центърът на Османска Унгария и старата кралска столица. След съпротива в продължение на 78 дни градът пада на 2 септември и турската съпротива се срива в целия регион чак до Трансилвания и Сърбия. По-нататъшен успех следва през 1687 г., където, командвайки кавалерийска бригада, Евгений дава важен принос за победата в битката при Мохач на 12 август. Такъв е мащабът на поражението, че османската армия се разбунтува – бунт, който се разпространява в Константинопол. Великият везир Саръ Сюлейман паша е екзекутиран, а султан Мехмед IV свален. За пореден път смелостта на Евгений му спечелва признание от неговите началници, които му предоставят честта лично да предаде новината за победата на императора във Виена. За заслугите си той е повишен в генерал-лейтенант през ноември 1687 г. Той също получава по-широко признание. Испанският крал Карлос II му връчва Ордена на Златното руно, а братовчед му Виктор Амадей II му осигурява пари и две печеливши абатства в Пиемонт. Военната кариера на Евгений претърпява временен срив през 1688 г., когато на 6 септември е тежко ранен в коляното при обсадата на Белград; той се връща на активна служба едва през януари 1689 г.

##### Интерлюдия на запад: Деветгодишната война
Точно когато Белград пада от имперските сили под командването на курфюрста на Бавария Максимилиан II Емануил на изток, френските войски на запад пресичат река Рейн в Свещената Римска империя. Луи XIV се надява, че демонстрацията на сила ще доведе до бързо разрешаване на неговите династични и териториални спорове с принцовете на империята по източната му граница, но неговите сплашващи ходове само засилват решимостта на Германия и през май 1689 г. Леополд I и холандците подписват офанзивен договор, насочен към отблъскване на френската агресия.
Деветгодишната война е професионално и лично разочароваща за принца. Първоначално се бие на Рейн с Максимилиан II Емануил, получавайки лека рана на главата при обсадата на Майнц през 1689 г.; впоследствие се прехвърля в Пиемонт, след като братовчед му Виктор Амадей II се присъединява към Алианса срещу Франция през 1690 г. Повишен в генерал от кавалерията, Евгений пристига в Торино със своя приятел Шарл дьо Лорен, принц на Комерси, но това е неблагоприятно начало. Противно на съвета на Евгений, Виктор Амадей II настоява да се сблъска с французите при Стафарда и претърпява сериозно поражение – само ръководството на Евгений на савойската кавалерия при отстъпление спасява братовчед му от катастрофа. Евгений не остава впечатлен от мъжете и техните командири през цялата война в Италия. Той е толкова презрителен към имперския командир граф Антонио Карафа, че заплашва да напусне имперската служба. 
Във Виена поведението на Евгений е отхвърлено като проява на арогантността на млад новопостъпил, но императорът е толкова впечатлен от страстта му към императорската кауза, че го повишава във фелдмаршал през 1693 г. Когато самият заместник на Карафа, граф Еней-Силвий де Капрара, е преместен през 1694 г., изглежда, че Евгений най-сетне има шанс за командване и решителни действия. Но Виктор Амадей II, който се съмнява в победата и сега се страхува повече от хабсбургското влияние в Италия, отколкото от френското, е започнал тайни преговори с Луи XIV, целящи да го измъкнат от войната. До 1696 г. сделката е сключена и Виктор Амадей II прехвърля своите войски и лоялността си към врага. Евгений никога вече няма да се довери напълно на братовчед си; въпреки че продължава да отдава дължимото уважение на херцога като глава на семейството си, отношенията им завинаги остават обтегнати. 
Военните почести в Италия несъмнено принадлежат на френския командващ маршал Катина, но Евгений, единственият съюзнически генерал, решен да действа и да постигне решителни резултати, постъпва добре, като излиза от Деветгодишната война с подобрена репутация. С подписването на Договора от Ризуик през септември/октомври 1697 г. безразборната война на запад най-накрая е доведена до неубедителен край и Леополд I отново може да посвети цялата си военна енергия в победата над османските турци на изток.

##### Битка при Зента
Разсейването с войната срещу Луи XIV позволява на турците да си върнат Белград през 1690 г. През август 1691 г. австрийците, под командването на Лудвиг Вилхелм, маркграф на Баден-Баден, си възвръщат предимството, като нанасят тежко поражение на турците в битката при Сланкамен на Дунава, осигурявайки владението на Хабсбургите в Унгария и Трансилвания. Когато Лудвиг Вилхелм е прехвърлен на запад, за да се бие с французите през 1692 г., неговите наследници, първо граф Еней-Силвий де Капрара, и след това от 1696 г., Август Силният, курфюрст на Саксония, се оказват неспособни да нанесат последния удар. По съвет на председателя на Имперския военен съвет Ернст Рюдигер фон Щархемберг на 34-годишния Евгений е предложено върховното командване на имперските сили през април 1697 г. Това е първото наистина независимо командване на Евгений – вече няма нужда той да страда от прекалено предпазливото командване на Капрара и Карафа или да бъде осуетен от отклоненията на Виктор Амадей II. Но когато се присъединява към армията си, той я намира в състояние на неописуема мизерия. Уверен и самоуверен, принц Евгений (умело подпомаган от Шарл дьо Лорен, принц на Комерси, и от Гвидо фон Щархемберг) се заема да възстанови реда и дисциплината. 
Леополд I е предупредил Евгений, че „трябва да действа изключително предпазливо, да се откаже от всички рискове, и да избягва да влиза в битка с врага, освен ако не разполага с преобладаваща сила и е практически сигурен, че ще победи напълно“, но когато имперският командир научава за похода на султан Мустафа II към Трансилвания, Евгений изоставя всички идеи за отбранителна кампания и се насочва към пресрещане на турците при пресичането на река Тиса при Зента на 11 септември 1697 г.
Вече е късно през деня, преди императорската армия да удари. Османската кавалерия вече е преминала реката, така че Евгений решава да атакува незабавно, подреждайки хората си във формация на полумесец. Енергията на атаката всява ужас и объркване сред турците и с падането на нощта битката е спечелена. Със загуба на около 2000 убити и ранени Евгений нанася съкрушително поражение на врага, който губи около 25 000 души, включително великия везир Елмас Мехмед паша, пашите на Адана, Анатолия и Босна, плюс повече от тридесет аги от еничарите, спахиите и силидарите, както и седем конски опашки (символи на висока власт), 100 единици тежка артилерия, 423 знамена и почитан печат, който султанът винаги поверява на великия везир при важна кампания, Евгений унищожава османската армия и слага край на Войната на Свещената лига. Въпреки че на османците им липсва западна организация и обучение, принцът разкрива своите тактически умения, способността си за смели решения и способността си да вдъхновява хората си да изпъкват в битка срещу такъв опасен враг. 
След кратък терористичен набег в Османска Босна, кулминиращ с разграбването на Сараево, Евгений се завръща във Виена през ноември за триумфален прием. Победата му при Зента го превръща в европейски герой и с победата идва и наградата. Земята в Унгария, дадена му от императора, му носи добри приходи, позволявайки на принца да култивира новопридобитите си вкусове към изкуството и архитектурата. Въпреки цялото си новооткрито богатство и имущество обаче той все пак е без лични връзки или семейни ангажименти: от четиримата му братя само един е жив по това време.
Битката при Зента се оказва решаващата победа в дългата война срещу турците. Тъй като интересите на Леополд I сега са фокусирани върху Испания и предстоящата смърт на Карлос II, императорът прекратява конфликта със султана; той подписва Карловицкия договор на 26 януари 1699 г.

### Участие във Войната за испанското наследство
Със смъртта на немощния и бездетен Карлос II от Испания на 1 ноември 1700 г., наследяването на испанския трон и последващият контрол над неговата империя отново въвличат Европа във война – Войната за испанското наследство. На смъртния си одър Карлос II завещава цялото си испанско наследство на внука на Луи XIV, Филип, херцог на Анжу. Това заплашва да обедини испанското и френското кралство под властта на Бурбоните – нещо неприемливо за Англия, Съединените провинции и Леополд I, който има претенции към испанския трон. От самото начало императорът отказва да приеме волята на Карлос II и не изчаква Англия и Съединените провинции да започнат военни действия. Преди да може да бъде сключен нов Велик съюз, Леополд I се подготвя-да изпрати експедиция, за да завземе испанските земи в Италия. Принц Евгений пресича Алпите с около 30 000 мъже през май/юни 1701 г. След серия от брилянтни маневри той побеждава маршал Никола дьо Катина в битката при Карпи на 9 юли. На 1 септември побеждава наследника му маршал Вилроа в битката при Киари.
Но както често прави през цялата си кариера, принцът се сблъсква с война на два фронта – врагът на полето и правителството във Виена. С недостиг от боеприпаси, пари и хора той е принуден да използва неконвенционални средства срещу значително превъзхождащия го враг. По време на смел набег при Кремона в нощта на 31 януари/1 февруари 1702 г. той пленява френския главнокомандващ. И все пак Кремона остава във френски ръце, а херцогът на Вандом, чийто талант далеч надхвърля този на Вилроа, става новият командир на действието. Залавянето на Вилроа предизвиква сензация в Европа и има стимулиращ ефект върху английското обществено мнение. Призивите за помощ от Виена остават нечути, принуждавайки Евгений да търси битка и да спечели своя „щастлив удар“. Последвалата битка при Луцара на 15 август се оказва неубедителна. Въпреки че силите на Евгений нанасят двойно повече жертви на французите, битката успява единствено да възпре Вандом, опитвайки се да атакува имперските сили през същата година, позволявайки на Евгений да се задържи на юг от Алпите. След като армията му се отдалечава и лично скърби за дългогодишния си приятел принц Комерси, който загива при Луцара, Евгений се завръща във Виена през януари 1703 г. 

#### Председател на Имперския военен съвет
Европейската репутация на Евгений расте (битките при Кремона и Луцара са отпразнувани като победи в съюзническите столици), но поради състоянието и морала на войските му кампанията от 1702 г. е неуспешна. Самата Австрия сега е изправена пред пряката заплаха от нахлуване от другата страна на границата в Бавария, където курфюрст Максимилиан II Емануил се е обявил за Бурбоните през август предходната година. Междувременно в Унгария през май избухва малък бунт (Въстание на Ракоци), който бързо набира скорост. 
С монархията в точката на пълен финансов срив, Леополд I най-накрая е убеден да смени правителството. В края на юни 1703 г. Гундакар Томас фон Щархемберг заменя Готард Салабург като президент на Министерството на финансите, а принц Евгений наследява Хайнрих Мансфелд като нов председател на Имперския военен съвет. Като ръководител на военния съвет Евгений сега е част от вътрешния кръг на императора и е първият председател след Раймондо Монтекуколи, останал активен командир. Предприети са незабавни стъпки за подобряване на ефективността в рамките на армията: насърчение и, при възможност са изпращани пари на командирите на бойното поле; повишението и почестите се разпределят според службата, а не според влиянието, а дисциплината се подобрява. Но австрийската монархия е изправена пред сериозна опасност на няколко фронта през 1703 г.: до юни херцогът на Вилар е подсилил курфюрста на Бавария на Дунава, като по този начин представлява пряка заплаха за Виена, докато Вандом остава начело на голяма армия в Северна Италия, която се противопоставя слабата имперска сила на Гвидо фон Щархемберг. Също толкова тревожен е бунтът на Ференц II Ракоци, който до края на годината достига до Моравия и Долна Австрия.

#### Бленхайм
Разногласията между Вилар и курфюрста на Бавария предотвратяват нападението над Виена през 1703 г., но в дворовете на Версай и Мадрид министрите очакват с увереност падането на града. Имперският посланик в Лондон, граф Вратислав, настоява за англо-холандска помощ на Дунава още през февруари 1703 г., но кризата в Южна Европа изглежда далеч от Сейнт-Джеймският двор, където колониалните и търговски съображения са повече на преден план. Само шепа държавници в Англия или Холандската република осъзнават истинските последици от опасността за Австрия; най-важният сред тях е английският капитан-генерал, херцогът на Марлборо.
До началото на 1704 г. Марлборо решава да тръгне на юг и да спаси ситуацията в Южна Германия и на Дунав, като лично поисква присъствието на Евгений в кампанията, за да има „поддръжник на неговия плам и опит“. Съюзническите командири се срещат за първи път в малкото селце Мюнделсхайм на 10 юни и веднага създават тясна връзка – двамата мъже се превръщат, по думите на Томас Ледиард, в „съзвездия близнаци в слава“. Целта на двамата генерали е да предотвратят съединяването на френската и баварската армия и отправянето им към Виена. Тази професионална и лична връзка осигурява взаимна подкрепа на бойното поле, позволявайки много успехи по време на Войната за испанското наследство. Първата от тези победи и най-известната е на 13 август 1704 г. в битката при Бленхайм. Евгений командва дясното крило на съюзническата армия, държейки превъзхождащите сили на курфюрста на Бавария и маршал Марсен, докато Марлборо пробива центъра на маршал Талар, нанасяйки над 30 000 жертви. Битката се оказва решаваща: Виена е спасена и Бавария е изхвърлена от войната. И двамата съюзнически командири са засипани с похвали за представянето на другия. Операцията по задържането на Евгений и неговият натиск за действие, водещ до битката, се оказват решаващи за успеха на съюзниците. Сражението е емблематично за залеза на френската военна мощ. Освен това то символизира стабилността на Великия съюз и довежда до излизането на Бавария от войната.
В Европа Бленхайм се смята за еднаква победа за Евгений, както и за Марлборо – чувство, подкрепено от сър Уинстън Чърчил (потомък на Марлборо и биограф), който отдава почит на „славата на принц Евгений, чийто огън и дух са увещавали прекрасния усилията на неговите войски." Сега Франция е изправена пред реална опасност от нахлуване, но Леополд I във Виена все още е под сериозно напрежение: въстанието на Ракоци е голяма заплаха; и Гвидо фон Щархемберг, и Виктор Амадей II (който отново е сменил подкрепата си и се присъединява отново към Великия съюз през 1703 г.) не успяват да спрат французите под командването на Вандом в Северна Италия. Само столицата на Виктор Амадей II, Торино, устоява.

#### Торино и Тулон
Принц Евгений се завръща в Италия през април 1705 г., но опитите му да се придвижи на запад към Торино са осуетени от умелите маневри на Вандом. Нямайки лодки и мостови материали и с дезертьорство и болести, широко разпространени в армията му, числено превъзхождащият имперски командир е безпомощен. Гаранциите на Леополд I за пари и хора се оказват илюзорни, но отчаяните призиви от Виктор Амадей II и критиките от Виена тласкат принца към действие, което води до кървавото поражение на имперските войски в битката при Касано на 16 август. След смъртта на Леополд I и възкачването на Йозеф I на императорския трон през май 1705 г., Евгений започва да получава личната подкрепа, която желае. Йозеф I се оказва силен поддръжник на върховенството на Евгений във военните дела; той е най-ефективният император, на когото принцът служи, и този, при когото е най-щастлив. Обещавайки подкрепа, Йозеф I убеждава Евгений да се върне в Италия и да възстанови честта на Хабсбургите.
Принц Евгений пристига на сцената в средата на април 1706 г., точно навреме, за да организира организирано отстъпление на останките от по-слабата армия на граф Ревентлов след поражението му от Вандом в битката при Калчинато на 19 април. Сега Вандом е готов да защитава линиите по река Адидже, решен да задържи Евгений на изток, докато маркиз дьо Ла Фейад заплашва Торино. Симулирайки атаки по Адидже, Евгений се спуска на юг през река По в средата на юли, надхитрявайки френския командир и спечелвайки благоприятна позиция, от която най-накрая може да се придвижи на запад към Пиемонт и да облекчи столицата на Савоя. 
Събитията на други места сега имат големи последици за войната в Италия. След съкрушителното поражение над Вилроа от Марлборо в битката при Рамили на 23 май, Луи XIV отзова Вандом на север, за да поеме командването на френските сили във Фландрия. Това е трансфер, който Сен Симон смята за нещо като избавление за френския командир, който „сега започваше да усеща малката вероятност за успех (в Италия) ... за принц Евгений, с подкрепленията, които са се присъединили към него след битката при Калчинато, напълно промени перспективата в този военен театър." Херцогът на Орлеан, под ръководството на Марсен, заменя Вандом, но нерешителността и безредиците във френския лагер водят до гибелта им. След като обединява силите си с Виктор Амадей II при Виластелоне в началото на септември, Евгений атакува, побеждава и решително побеждава френските сили, които  обсаждат Торино на 7 септември. Успехът на Евгений прекъсва френската власт над Северна Италия и цялата Паданска низина пада под контрола на съюзниците. 
Имперската победа в Италия бележи началото на австрийското управление в Ломбардия и печели на Евгений губернаторството на Милано. Но следващата година трябва да се окаже разочарование за принца и Великия съюз като цяло. Императорът и Евгений (чиято основна цел след Торино е да отнеме Неапол и Сицилия от привържениците на Филип, херцог на Анжу), неохотно се съгласяват с плана на Марлборо за атака срещу Тулон – седалището на френската военноморска сила в Средиземно море. Разногласията между съюзническите командири Виктор Амадей II, принц Евгений и английския адмирал Клодсли Шоуъл обричат начинанието в Тулон на провал. Въпреки че Евгений предпочита някакъв вид нападение на югоизточната граница на Франция, е ясно, че смята експедицията за непрактична и не показа нищо от „бързината, която бе проявявал в други случаи“. Значителни френски подкрепления най-накрая слагат край на начинанието и на 22 август 1707 г. имперската армия започва своето оттегляне. Последвалото превземане на Суза не може да компенсира пълния крах на експедицията в Тулон и с това всяка надежда за победен удар на съюзниците през същата година. 

#### Ауденарде и Малплаке
В началото на 1708 г. Евгений успешно избягва призивите да поеме командването в Испания (в крайна сметка е изпратен Гвидо фон Щархемберг), като по този начин му позволява да поеме командването на имперската армия на Мозел и отново да се обедини с Херцога на Марлборо в Испанска Нидерландия. Принцът (без армията си) пристига в съюзническия лагер в Асе западно от Брюксел в началото на юли, осигурявайки добре дошъл тласък на морала след ранното дезертиране на Брюге и Гент към французите. Окуражени от доверието на принца, съюзническите командири измислят смел план да се сблъскат с френската армия под командването на Вандом и херцога на Бургундия. На 10 юли англо-холандската армия прави форсиран марш, за да изненада французите, достигайки река Шелда точно когато врагът пресича на север. Последвалата битка на 11 юли – по-скоро контактна акция, отколкото установена битка, завършва с огромен успех за съюзниците, подпомогнат от разногласията на двамата френски командири. Докато Марлборо остава като цяло командващ, Евгений ръководи решаващия десен фланг и центъра. За пореден път съюзническите командири си сътрудничат изключително добре.
Сега Марлборо предпочита смело настъпление по крайбрежието, за да заобиколи големите френски крепости, последвано от марш към Париж. Но страхувайки се от незащитени линии за доставки, холандците и Евгений предпочитат по-предпазлив подход. Марлборо се съгласява и се решава на обсадата на голямата крепост на Вобан, Лил. Докато херцогът командва прикриващата сила, Евгений наблюдава обсадата на града, който се предава на 22 октомври, но маршал Буфлер предава цитаделата чак на 10 декември. Въпреки всички трудности на обсадата (Евгений е тежко ранен над лявото си око и дори оцелява при опит да бъде отровен), кампанията от 1708 г. е забележителен успех. Французите са прогонени от почти цялата Испанска Нидерландия.
Победите на Марлборо и принц Евгений довеждат Франция до остра криза, която дава възможност за решително усилие за смазване на Франция. Скорошните поражения, заедно с тежката зима на 1708-09 г., причиняват голям глад и лишения във Франция. Луи XIV е близо до приемането на съюзническите условия, но условията, поискани от водещите съюзнически преговарящи, Антоний Гейнзиус, Чарлз Таунсхенд, Херцогът на Марлборо и принц Евгений, главно че Луи XIV трябва да използва собствените си войски, за да принуди Филип V да напусне испанския трон, се оказват неприемливи на французите. Нито Евгений, нито Марлборо, възразяват срещу исканията на съюзниците по онова време, но нито искат войната с Франция да продължи и биха предпочели по-нататъшни разговори за справяне с испанския въпрос. Но френският крал не прави повече предложения. Оплаквайки провала на преговорите и осъзнавайки капризите на войната, Евгений пише на императора в средата на юни 1709 г. „Не може да има съмнение, че следващата битка ще бъде най-голямата и най-кървава, която досега се е водила.“ 
След падането на Турне на 3 септември (само по себе си голямо начинание), съюзническите генерали насочват вниманието си към Монс. Маршал Вилар, към който наскоро се присъединява Буфлер, премества армията си югозападно от града и започна да укрепва позицията си. Марлборо и Евгений предпочитат участие, преди Вилар да направи позицията си непревземаема; но те също се съгласяват да изчакат подкрепления от Турне, които пристигат чак на следващата нощ, като по този начин дават на французите допълнителна възможност да подготвят отбраната си. Независимо от трудностите на атаката съюзническите генерали не се отдръпват от първоначалната си решителност. Последвалата битка при Малплаке на 11 септември 1709 г. е най-кървавата във войната. На левия фланг принцът на Оранж повежда своята холандска пехота в отчаяни нападения, само за да я разсече на парчета; на другия фланг принц Евгений атакува и страда почти толкова тежко. Но продължителният натиск върху крайниците му принуждваа Виляр да отслаби центъра си, като така позволява на Марлборо да пробие и да спечели победата. Виляр не успява да спаси град Монс, който впоследствие капитулира на 21 октомври, но неговата решителна отбрана при Малплаке, нанасяйки до 25% загуби на съюзниците, може би спасява Франция от унищожение.
Оттеглянето на Англия и Холандия през 1712 г. оставя австрийците сами срещу Франция. Опитите на Евгений да срази Франция се провалят окончателно след сражението при Денен през същата 1712 г., в което Вилар побеждава и впоследствие представя така нещата, сякаш опасността за Франция е преминала.

#### Последна кампания: Евгений сам
През август 1709 г. главният политически опонент и критик на Евгений във Виена, принц Залм, се пенсионира като дворцов камерхер. Сега Евгений и граф Вратислав са неоспорими лидери на австрийското правителство: всички основни държавни отдели са в техните ръце или в ръцете на техните политически съюзници. Друг опит за споразумение чрез преговори в Гертруйденберг през април 1710 г. се проваля, до голяма степен защото английските виги все още се чувстват достатъчно силни, за да откажат отстъпки, докато Луи XIV не вижда причина да приеме това, което е отказал предходната година. Евгений и Марлборо не могат да бъдат обвинени в провала на преговорите, но нито един от тях не показва съжаление за провала. Няма друга алтернатива, освен да продължи войната, и през юни съюзническите командири превземат Дуе. Този успех е последван от поредица от незначителни обсади и до края на 1710 г. съюзниците са изчистили голяма част от защитния пръстен на Франция от крепости. И все пак не е постигнат окончателен, решителен пробив и това е последната година, в която Евгений и Марлборо си сътрудничат. 
След смъртта на Йозеф I на 17 април 1711 г. император става неговият брат Карл, претендент за испанския трон. В Англия новото правителство на торите („партията на мира“, която сваля вигите през октомври 1710 г.) обявява нежеланието си Карл VI да стане император, както и крал на Испания, и вече са започнали тайни преговори с французите. През януари 1712 г. Евгений пристига в Англия с надеждата да отклони правителството от неговата мирна политика, но въпреки социалния успех посещението е политически провал: кралица Анна и нейните министри остават решени да сложат край на войната независимо от съюзниците. Принцът също е пристигнал твърде късно, за да спаси Марлборо, който, смятан от торите за основната пречка за мира, вече е уволнен по обвинения в присвояване. На други места австрийците са постигнали известен напредък – унгарското въстание най-накрая е приключило. Въпреки че Евгений би предпочел да смаже бунтовниците, императорът предлага снизходителни условия, водещи до подписването на Договора от Сатмар на 30 април 1711 г.
Надявайки се да повлияе на общественото мнение в Англия и да принуди французите да направят значителни отстъпки, Евгений се подготви за голяма кампания. Но на 21 май 1712 г., когато торите смятат, че са си осигурили благоприятни условия с едностранните си преговори с французите, херцогът на Ормон (наследник на Марлборо) получава т. нар. „ограничителни заповеди“, забраняващи му да участва във военни действия. Евгений превзема крепостта Льо Кеноа в началото на юли, преди да обсади Ландреси, но Вилар, възползвайки се от разединението на съюзниците, го надхитрява и побеждава холандския гарнизон на граф Албермарл в битката при Денен на 24 юли. Французите последват победата, като превземат основния склад за снабдяване на съюзниците при Маркиен, преди да върнат по-ранните си загуби при Дуе, Льо Кеноа и Бушен. В едно лято цялата предна съюзническа позиция, трудоемко изграждана през годините, за да служи като трамплин към Франция, е внезапно изоставена.
Със смъртта през декември на неговия приятел и близък политически съюзник, граф Вратислав, Евгений става безспорен първи министър във Виена. Неговата позиция се гради върху военните му успехи, но действителната му власт се изразява в ролята му на президент на военния съвет и като де факто председател на конференцията, която се занимава с външната политика. В тази позиция на влияние Евгений поема инициативата в притискането на Карл VI към мир. Правителството е дошло да приеме, че по-нататъшната война в Нидерландия или Испания е невъзможна без помощта на морските сили; но императорът, който все още се надява, че по някакъв начин може да се постави на трона в Испания, отказва да сключи мир на конференцията в Утрехт заедно с другите съюзници. Евгений неохотно се подготвя за друга кампания, но поради липсата на войски, финанси и доставки, перспективите му през 1713 г. са лоши. Вилар, с превъзходна численост, успява да го накара да гадае за истинските му намерения. Чрез успешни финтове и хитрости Ландау пада при френския командир през август, последван през ноември от Фрайбург. Евгений не желае да продължи войната и пише на императора през юни, че един лош мир би бил по-добър, отколкото да бъдеш „разорен еднакво от приятел и враг“. Тъй като австрийските финанси са изчерпани и германските държави не са склонни да продължат войната, Карл VI е принуден да влезе в преговори. Евгений и Вилар (стари приятели от турските кампании през 1680-те г.) започват преговори на 26 ноември. Евгений се оказва проницателен и решителен преговарящ и печели благоприятни условия чрез Договора от Ращат,  подписан на 7 март 1714 г., и Договора от Баден,  подписан на 7 септември 1714 г.  Въпреки неуспешната кампания през 1713 г. принцът успява да заяви, че „въпреки военното превъзходство на нашите врагове и дезертьорството на нашите съюзници условията на мира ще бъдат по-благоприятни и по-славни от тези, които бихме получили в Утрехт“.

### Австро-турска война
Основната причина на Евгений да желае мир на запад е нарастващата опасност от турците на изток. Турските военни амбиции се възраждат след 1711 г., когато те разбиват армията на Петър Велики на река Прут (Прутска война): през декември 1714 г. силите на султан Ахмед III атакуват венецианците в Кралство Морея. За Виена е ясно, че турците възнамеряват да нападнат Унгария и да нарушат Карловицкия договор от 1699 г. След като Високата порта отхвърля предложението за посредничество през април 1716 г., Карл VI изпраща Евгений в Унгария, за да ръководи неговата относително малка, но професионална армия. От всички войни на принца това е тази, в която той упражнява най-пряк контрол; това също е война, която в по-голямата си част Австрия води и печели сама. Евгений напуска Виена в началото на юни 1716 г. с полева армия от между 80 и 90 хил. души. До началото на август 1716 г. османските турци, около 200 000 мъже под ръководството на зетя на султана, великия везир Дамат Али паша, маршируват от Белград към позицията на принца на северния бряг на Дунав, западно от крепостта Петроварадин. Великият везир възнамерява да превземе крепостта, но Евгений не му дава шанс да го направи. След като устоява на призивите за предпазливост и се отказва от военен съвет, принцът решава да атакува незабавно сутринта на 5 август с приблизително 70 000 души. Турските еничари постигат известен първоначален успех, но след атака на имперската кавалерия във фланга им, силите на Али паша изпадат в объркване. Въпреки че имперските сили губят почти 5000 убити или ранени, турците, които се оттеглят в безредие към Белград, губят двойно повече, включително самия велик везир.
Евгений продължава с превземането на банатската крепост Тимишоара в средата на октомври 1716 г. (по този начин слага край на 164-годишното турско владичество), преди да насочи вниманието си към следващата кампания и към това, което смята за основна цел на войната, Белград. Разположен при сливането на реките Дунав и Сава, Белград държи гарнизон от 30 000 души под командването на Сераскер Мустафа паша. Имперските войски обсаждат мястото в средата на юни 1717 г. и до края на юли големи части от града са унищожени от артилерийски огън. До първите дни на август обаче огромна турска полева армия (150 000 – 200 000 души) под командването на новия велик везир Хаджъ Халил паша пристига на платото източно от града, за да облекчи гарнизона. Из Европа се разпространяват новини за предстоящото унищожение на Евгений, но той не вдига обсадата. С хората си, страдащи от дизентерия и непрекъснати бомбардировки от платото, принцът, съзнаващ, че само решителна победа може да измъкне армията му, решава да атакува помощните сили. Сутринта на 16 август 40 хил. императорски войници маршируват през мъглата, хващат турците неподготвени и разбиват армията на Халил паша; седмица по-късно Белград се предава, с което фактически слага край на войната. Победата е връхната точка във военната кариера на Евгений и го утвърждава като водещ европейски генерал. Способността му да изтръгне победата в момента на поражението показва принца в най-добрия му вид. 
Основните цели на войната са постигнати: задачата, която Евгений започва в Зента, е изпълнена и селището Карловиц е защитено. Съгласно условията на Пожаревацкия договор, подписан на 21 юли 1718 г., турците предават Тимишоарския банат, заедно с Белград и по-голямата част от Сърбия, въпреки че си връщат Морея от венецианците. Войната  разсейва непосредствената турска заплаха за Унгария и е триумф за Австрия и лично за Евгений. С мирния договор  от Пожаревац Австрия получава Белградския пашалък и Олтения, включително Белград, а принц Евгений е назначен за техен управител. Основната му цел е да пресели в тях германски колонизатори, които да разработят изоставената земя.  

### Четворен съюз
Докато Евгений воюва с турците на изток, нерешените проблеми следващи селищата Утрехт/Ращат водят до враждебни действия между императора и Филип V от Испания на запад. Карл VI отказва да признае Филип V за крал на Испания – титла, за която самият той претендира; в замяна Филип V отказва да се откаже от претенциите си към Неапол, Милано и Нидерландия, всички от които са прехвърлени на Дома на Австрия след войната за испанското наследство. Филип V е подтикван от влиятелната си съпруга Изабела Фарнезе, дъщеря на наследствения принц на Парма, която лично отправя династични претенции в името на сина си Карлос към херцогствата Тоскана, Парма и Пиаченца.  Представители на новосъздадения англо-френски съюз, които желаят европейски мир заради собствените си династични ценни книжа и търговски възможности, призовават двете страни да признаят суверенитета на другата. И все пак Филип V остава непокорен и на 22 август 1717 г. неговият главен министър Алберони нахлува в австрийска Сардиния в нещо, което изглежда като началото на повторното завоюване на бившата Италианска империя на Испания.
Принц Евгений се завръща във Виена след скорошната си победа при Белград (преди края на турската война), решен да предотврати ескалация на конфликта, оплаквайки се, че „две войни не могат да се водят с една армия“; само неохотно принцът освобождава някои войски от Балканите за италианската кампания. Отхвърляйки всички дипломатически предложения, Филип V предприема ново нападение през юни 1718 г., този път срещу Савойска Сицилия като предварителна атака срещу италианския континент. Осъзнавайки, че само британският флот може да предотврати по-нататъшни испански десанти и че происпанските групи във Франция могат да тласнат регента херцог на Орлеан във война срещу Австрия, Карл VI няма друг избор, освен да подпише Четворния съюз на 2 август 1718 г. и официално да се откаже от претенциите си към Испания. Въпреки унищожаването на испанския флот край нос Пасаро Филип V и Изабела остават решителни и отхвърлят договора.
Въпреки че Евгений може да отиде на юг след приключването на турската война, той избира вместо това да проведе операции от Виена; но военните усилия на Австрия в Сицилия се оказват смехотворни и избраните от Евгений командири Цум Юнген и по-късно граф Мерси се представят зле. Едва натискът, упражнен от френската армия, настъпваща към баските провинции в Северна Испания през април 1719 г., и атаките на британския флот срещу испанския флот и кораби, принуждават Филип V и жена му да уволнят Алберони и да се присъединят към Четворния съюз на 25 януари 1720 г. Въпреки това испанските атаки обтягат управлението на Карл VI, причинявайки напрежение между императора и неговия испански съвет, от една страна, и конференцията, ръководена от Евгений, от друга. Въпреки личните амбиции на Карл VI в Средиземноморието на императора е ясно, че Евгений е поставил защитата на завоеванията си в Унгария преди всичко останало и че военният провал в Сицилия също трябва да зависи от Евгений. Следователно влиянието на принца върху императора намалява значително. 

### Генерал-губернатор на Австрийска Нидерландия
Евгений става губернатор на Австрийска Нидерландия през юни 1716 г., но е отсъстващ владетел, ръководейки политиката от Виена чрез избрания от него представител маркиз Прие. Прие е непопулярен сред местното население и гилдиите, които след Договора за бариерите от 1715 г. са задължени да посрещнат финансовите изисквания на администрацията и холандските гарнизони на бариерите; с подкрепата и насърчението на Евгений гражданските вълнения в Антверпен и Брюксел са насилствено потушени. След като не харесва на императора поради първоначалното му противопоставяне на формирането на компанията от Остенде, Прие губи и подкрепата на местната аристокрация в собствения си държавен съвет в Брюксел, особено от маркиз дьо Мероде-Вестерло. Един от бившите фаворити на Евгений, генерал Бонвал, също се присъединява към благородниците в опозиция на Прие, което допълнително подкопава принца. Когато позицията на Прие става несъстоятелна, Евгений е принуден да подаде оставка от поста си на губернатор на Австрийска Нидерландия на 16 ноември 1724 г. Като компенсация Карл VI му предоставя почетната длъжност на генерален викарий за Италия на стойност 140 000 гулдена годишно и имение в Зибенбрун в Долна Австрия, за което се твърди, че струва двойно повече. Оставката му разтревожва императора. Освен това принцът хваща тежък грип на Коледа, което поставя началото на постоянен бронхит и остри инфекции всяка зима през оставащите дванадесет години от живота му. 

### Студена война
През 1720-те г. се наблюдават бързо променящи се съюзи между европейските сили и почти постоянна дипломатическа конфронтация, до голяма степен по нерешени въпроси относно Четворния съюз. Императорът и испанският крал продължават да използват взаимно титлите си, а Карл VI все още отказва да премахне оставащите правни пречки пред евентуалното наследяване на дон Карлос на херцогствата Парма и Тоскана. И все пак в изненадващ ход Испания и Австрия се сближават с подписването на Виенския договор през април/май 1725 г. В отговор Великобритания, Франция и Прусия се обединяват в Хановерския съюз, за да противодействат на опасността за Европа от австро-испанска хегемония. През следващите три години има постоянна заплаха от война между силите на Хановерския договор и австро-испанския блок.
От 1726 г. Евгений постепенно започва да възвръща политическото си влияние. С многобройните си контакти в цяла Европа той, подкрепян от Гундакер Стархемберг и граф фон Шьонборн, имперски вицеканцлер, той успява да си осигури мощни съюзници и да укрепи позицията на императора – умението му да управлява обширната тайна дипломатическа мрежа през следващите години е основната причина Карл VI отново да започне да зависи от него. През август 1726 г. Русия се присъедини към австро-испанския съюз, а през октомври Фридрих Вилхелм I от Прусия последва примера, като дезертира от съюзниците с подписването на договор за взаимна отбрана с императора.
Въпреки приключването на краткия англо-испански конфликт, маневрирането между европейските сили продължава през 1727-28 г. През 1729 г. Изабела Фарнезе изоставя австро-испанския съюз. Осъзнавайки, че Карл VI не може да бъде привлечен в брачния пакт, който тя иска, тя заключава, че най-добрият начин да осигури наследството на сина си в Парма и Тоскана сега е с Великобритания и Франция. За Евгений това е „събитие, което рядко се среща в историята“. Следвайки решителното ръководство на принца да устои на всякакъв натиск, Карл VI изпраща войски в Италия, за да предотврати навлизането на испански гарнизони в оспорваните херцогства. В началото на 1730 г. Евгений, който остава войнствен през целия период, отново контролира австрийската политика. 
Във Великобритания сега се появява ново политическо пренареждане, тъй като англо-френското съглашение става все по-несъществуващо. Вярвайки, че възраждащата се Франция сега представлява най-голямата опасност за тяхната сигурност, британските министри, начело с Робърт Уолпоул, предприемат реформа на англо-австрийския съюз, което води до подписването на Втория договор от Виена на 16 март 1731 г. Евгений е най-отговорният австрийски министър за съюза, като отново вярва, че той ще осигури сигурност срещу Франция и Испания. Договорът принуждава Карл VI да пожертва компанията на Остенде и да приеме недвусмислено присъединяването на дон Карлос към Парма и Тоскана. В замяна крал Джордж II като крал на Великобритания и курфюрст на Хановер гарантира Прагматическата санкция – инструментът за гарантиране на правата на дъщерята на императора, Мария Тереза, върху цялото наследство на Хабсбургите. До голяма степен чрез дипломацията на Евгений през януари 1732 г. императорската диета гарантира и Прагматическата санкция, която, заедно с договорите с Великобритания, Русия и Прусия, бележи кулминацията на дипломацията на принца. Но Виенският договор разгневява двора на крал Луи XV: французите са пренебрегнати и Прагматическата санкция е гарантирана, като по този начин се увеличава влиянието на Хабсбургите и се потвърждава огромният териториален размер на Австрия. Императорът също възнамерява Мария Тереза да се омъжи за херцог Франц Стефан Лотарингски, което би представлявало неприемлива заплаха на границата на Франция. До началото на 1733 г. френската армия е готова за война.

### Война за полското наследство
През 1733 г. умира полският крал и курфюрст на Саксония Август Силният. Има двама кандидати за негов наследник: Станислав Лешчински, тъст на Луи XV, и синът на курфюрста на Саксония, Август, подкрепян от Русия, Австрия и Прусия. Полското наследство предоставя на главния министър на Луи XV, Фльори, възможността да атакува Австрия и да отнеме Лотарингия от Франц Стефан. За да спечели подкрепата на Испания, Франция подкрепя наследяването на синовете на Изабела Фарнезе в други италиански земи.
Евгений влиза във Войната за полското наследство като председател на Имперския военен съвет и главнокомандващ на армията, но е сериозно затруднен от качеството на своите войски и недостига на средства; сега 73-годишен, принцът също е обременен от бързо намаляващи физически и умствени сили. Франция обявява война на Австрия на 10 октомври 1733 г., но без средствата от морските сили, които въпреки Виенския договор, остават неутрални по време на войната – Австрия не може да наеме необходимите войски за провеждане на настъпателна кампания. До края на годината френските сили превземат Лотарингия и Милано; до началото на 1734 г. испанските войски превземат Сицилия.
Евгений поема командването на Рейн през април 1734 г., но значително превъзхождащ го числено, той е принуден да премине в отбрана. През юни се заема да облекчи Филипсбург, но предишният му хъс и енергия са изчезнали. Придружава го младият принц Фридрих Пруски, изпратен от баща си да научи изкуството на войната. Фридрих получава значителни познания от Евгений, като си спомня в по-късен живот големия си дълг към своя австрийски наставник, но пруският принц е ужасен от състоянието на Евгений, пишейки по-късно, „тялото му все още бе там, но душата му бе изчезнала“. Евгений провежда друга предпазлива кампания през 1735 г., като отново следва разумна отбранителна стратегия с ограничени ресурси; но краткотрайната му памет вече практически не съществува и политическото му влияние изчезва напълно – Гундакар фон Щархемберг и Йохан Кристоф фон Бартенщайн сега доминират на конференцията вместо него. За щастие на Шарл VI Фльори е решен да ограничи обхвата на войната и през октомври 1735 г. предоставя щедри предварителни условия за мир на императора. 

### Последни години и смърт
Евгений се завръща във Виена от Войната за полското наследство през октомври 1735 г. слаб и немощен. Когато Мария Терезия и Франц Стефан се женят през февруари 1736 г., той е твърде болен, за да присъства. След като играе карти при любовницата си графиня Батияни-Щратман вечерта на 20 април, той се връща у дома в Зимния си дворец във Виена и неговият прислужник му предлага да вземе предписаното му лекарство, но той отказва. Когато слугите му пристигат да го събудят на следващата сутрин на 21 април 1736 г., го намират мъртъв. Говори се, че същата сутрин, когато е бил открит мъртъв, големият лъв в неговата менажерия също е бил намерен мъртъв.  
Сърцето му е погребано с праха на предците му в Торино, в базиликата Суперга. Останките му са пренесени в дълга процесия до катедралата Свети Стефан във Виена, където балсамираното му тяло е погребано в Краския параклис. Говори се, че самият император е присъствал тайно.
Племенницата му Мария Анна Виктория, която никога не е срещал, наследява огромното му имущество. В рамките на няколко години тя разпродава дворците, селските имоти и колекцията от произведения на изкуството на човека, който се е превърнал в един от най-богатите в Европа, след като пристига във Виена като бежанец с празни джобове.

## Личен живот
Тъй като е италианец по произход, французин по рождение и германец по осиновяване, принц Евгений се подписва по подходящ начин, използвайки триезичната форма "Eugenio von Savoye" (на италиански: Eugenio, немски: von, френски: Savoye).
Никога не се жени и се твърди, че е казал, че жената е пречка във войната и че войникът никога не трябва да се жени; според някои от неговите съвременници загубата в битката при Денен през 1712 г. се дължи на присъствието на италианка, която той взема със себе си в кампанията; това е потвърдено от Волтер, който съобщава за среща с въпросната жена. Според Никълъс Хендерсън принцът е бил наричан „Марс без Венера", защото е бил ерген цял живот. Уинстън Чърчил в биографията си за първия херцог на Марлборо описва Евгений като „ерген, почти женомразец, презрителен към парите, доволен от яркия си меч и враждебността си през целия си живот срещу Луи XIV“. 
През последните 20 години от живота си той има връзка с унгарската графиня Елеонора Батияни-Щратман, овдовялата дъщеря на бившия дворцов канцлер Теодор фон Щратман. Голяма част от познанствата им остават спекулативни, тъй като Евений не е оставил лични документи: само писма от война, дипломация и политика. Двамата са постоянни спътници, срещат се за вечеря, приеми и игри на карти почти всеки ден до смъртта му; въпреки че живеят разделени, повечето чуждестранни дипломати предполагат, че Елеонора е дългогодишната му любовница. Не е известно кога точно започва връзката им, но придобиването на имот в Унгария след битката при Зента, близо до замъка Рехниц, ги прави съседи. В годините непосредствено след Войната за испанското наследство Елеонора започва да се споменава редовно в дипломатическата кореспонденция като „Егерия на Ойген“ и в рамките на няколко години е споменавана като негова постоянна спътница и любовница. На въпроса дали тя и принцът биха се оженили, графинята отговаря: „Обичам го твърде много за това, предпочитам да имам лоша репутация, отколкото да го лиша от неговата“. 
Слуховете за сексуалната му ориентация могат да бъдат проследени до младежките му години. Установено е, че източникът на тези слухове е Елизабет Шарлота, херцогиня на Орлеан, известна клюкарка във Версай, чийто съпруг Филип I, херцог на Орлеан е брат на френския крал Луи XIV, враг на Евгений през целия му живот. Херцогинята документира това, което тя твърди, че е младежка недискретност, включваща Евгений, включително предполагаеми инциденти с лакеи и пажове. Според нея му е отказано църковно облагодетелстване заради разврат. Биографът му – историкът Хелмут Ойлер признава коментарите на херцогинята, но ги приписва на личната ѝ враждебност към принца. В мемоарите си Евгений, който знае за злонамерените слухове, се обръща подигравателно към тях, наричайки ги „измислените анекдоти от галерията на Версай“. Независимо дали е имал хомосексуални връзки в младостта си или не, забележките на херцогинята за него са направени години по-късно и едва след като той е унизил жестоко армиите на краля на Франция. След заминаването на принца от Франция на 19 г. и до смъртта му на 72 г. няма последващи намеци за хомосексуалност.
Това, че е сред най-богатите и най-известните фигури на своята епоха, неизбежно води до враждебност към него, тъй като завистта и злобата го преследват от бойните полета до Виена. Бившият му подчинен Гвидо фон Щархемберг се очертава като упорит и горчив критик на известността му. Щерхемберг, според Монтескьо, придобива известност в двора на Виена като основния съперник на Евгений. В писмо до свой приятел Матиас Йохан фон дер Шуленбург, друг яростен негов съперник, служил под ръководството  му във Войната за испанското наследство,  изразява презрението си към принца. Шуленбург, чиито амбиции да командва австрийската армия са били осуетени от Евгений, пише, че принцът „няма никаква представа, освен това да се бие, когато му се предлага възможност; той смята, че нищо не е равно на името на империалистите, пред които всички трябва да преклонят колене. Той обича френски: la petite débauche et la p...над всичко. Германският журналист Курт Мартин Рийс го тълкува като „свидетелство за содомия“, докато основният му биограф – немският историк Макс Браубах тълкува „la p... " като отнасящо се до Paillardize (блудство), проституция, или puterie, т.е. блудство.
По време на мандата си като генерал-губернатор на Австрийска Нидерландия Евгений си спечелва репутацията на посещаващ ексклузивен публичен дом на Принсенграхт в Амстердам. Съдържателката му Мадам Терез е запозната с покровителството му. За отбелязване е, че той веднъж води със себе си английския консул в Амстердам. Рисунка на Корнелис Трост, която се съхранява в Държавния музей, илюстрира сцена, в която принц Евгений кара наличните жени да дефилират на преглед, точно както прави за собствените си войски“. Трост базира рисунката си на анекдот, който се разпространява по онова време.
Други негови приятели, като папският нунций Доменико Силвио Пасионей, който изнася погребалната реч за принца, компенсират собственото му липсващо семейство. За единствения си оцелял племенник Емануил Томас, син на брат му Лудвиг Томас, Евгений урежда брака с принцеса Мария Тереза фон Лихтенщайн, херцогиня на Тропау, но Емануил умира от едра шарка през 1729 г. След това принцът насочва вниманието си към племенника си  Евгений Жан, единственият син на Емануил, който сега остава последният му жив наследник от мъжки пол. С цел да създаде втора савойска държава в Централна Италия, той поисква за младия граф ръката на 7-годишната суверенна херцогиня на Маса и принцеса на Карара Мария Тереза Чибо-Маласпина (по това време под регентството на майка си), получава одобрението на император Карл VI и краля на Сардиния Карл Емануил III, на когото той гледа като на глава на разширения Савойски дом. Брачните споразумения са подписани във Виена на 2 май 1732 г., но бракът така и не се сключва поради преждевременната смърт на Евгений Жан в Манхайм на 23 ноември 1734 г. Най-близкият роднина на Евгений сега е неомъжената дъщеря на Лудвиг Томас и леля на Евгений Жан, принцеса Мария Анна Виктория Савойска, която принцът никога не е срещал (и не е правил усилия да го направи) и която въпреки това става, поради липса на завещание, законна наследница на цялото му имущество. Тя е предпочетена пред братовчед му Виктор Амадей I, принц от Кариняно (син на най-големия брат на баща му), който също е все още жив.

## Резиденции и покровителство на изкуствата и науката
Наградите на Евгений за неговите победи, неговият дял от плячката, приходите му от неговите абатства в Савоя и постоянните доходи от неговите императорски служби и губернаторства му позволяват да допринесе за пейзажа на бароковата архитектура. Той прекарва по-голямата част от живота си във Виена в неговия Зимен дворец, Stadtpalais, построен от Фишер фон Ерлах. Дворецът е неговата официална резиденция и дом, но поради неясни причини връзката на принца с Фишер приключва преди завършването на сградата, предпочитайки вместо това Йохан Лукас фон Хилдебранд като негов главен архитект. Евгений първо наема Хилдебранд да завърши Stadtpalais, преди да му възложи да подготви планове за дворец на неговия дунавски остров в Рацкеве, днешна Унгария – Савойският замък в Рацкеве. Започнатата през 1701 г., едноетажна сграда отнема двадесет години, за да бъде завършена; въпреки това, вероятно поради бунта на Ракоци, принцът изглежда я е посетил само веднъж – след обсадата на Белград през 1717 г. 
По-голямо значение има грандиозният комплекс от двата двореца Белведере във Виена. Едноетажният Долен Белведере със своите екзотични градини и зоопарк е завършен през 1716 г. Горният Белведере, завършен между 1720 и 1722 г., е по-значителна сграда; с искрящо бели стени от щукатури и меден покрив, той се превръща в чудото на Европа. 
Евгений и Хилдебранд също преобразуват съществуваща структура в имението му Мархфелд, днешна Австрия, в провинциална резиденция –  Шлос Хоф, разположена между реките Дунав и Морава. Сградата, завършена през 1729 г., е много по-малко сложна от другите му проекти, но е достатъчно здрава, за да служи като крепост в случай на нужда. През последните си години принцът прекарва голяма част от свободното си време там, организирайки големи ловни групи. 
В годините след Ращатския мир той се запознава с голям брой учени мъже. Предвид неговата позиция и отзивчивост те искат да се срещнат с него: малцина биха могли да съществуват без покровителство и това вероятно е основната причина за свързването на Готфрид Лайбниц с него през 1714 г. Принцът също се сприятелява с френския писател Жан-Батист Русо, който до 1716 г. получава финансова подкрепа от него. Русо остава прикрепен към домакинството на принца, вероятно помагайки в библиотеката, докато не заминава за Холандия през 1722 г. Друг познат, Монтескьо, вече известен със своите Персийски писма, когато пристига във Виена през 1728 г., си спомня благоприятно за времето, прекарано на масата на принца. 
Евгений няма собствени литературни претенции и не е изкушен да напише своите мемоари или книги за военното изкуство. Той обаче става колекционер в най-голям мащаб: неговите картинни галерии са пълни с италианско, холандско и фламандско изкуство от 16 и 17 век; неговата библиотека в Stadtpalais е пълна с над 15 000 книги, 237 ръкописа, както и огромна колекция от гравюри (от особен интерес са книгите по естествена история и география).
След смъртта му неговите владения и имоти, с изключение на тези в Унгария, които короната си връща, отиват при племенницата му, принцеса Мария Анна Виктория, която веднага решава да продаде всичко. Произведенията на изкуствата са закупени от Карл Емануил III Савойски. Библиотеката, гравюрите и рисунките са закупени от императора през 1737 г. и оттогава преминават в австрийските национални колекции.

## Памет
- Огромна конна статуя в центъра на Виена отбелязва постиженията му. От едната страна е изписано „На мъдрия съветник на трима императори“, а от другата „На славния победител на враговете на Австрия“.
- Известна конна статуя на прица, изваяна от Йожеф Рона, гледа към крайбрежната алея на река Дунав от кралските градини на замъка Буда в Будапеща. Издигната през 1900 г., първоначално е била замислена като място за планираната конна статуя на Франц Йосиф I, която в крайна сметка никога не е била завършена.[27]
- Капела „Принц Ойген“ (Prinz-Eugen-Kapelle) – параклис, разположен в северния ъгъл на катедралата Свети Стефан във Виена
- Улица „Принц Ойген“ (Prinz-Eugen-Straße) – улица във Виена, използвана от 1890 г.; до 1911 г. улица в Дьоблинг също се нарича Prinz-Eugen-Straße, оттогава улицата свързва Schwarzenbergplatz с Wiedner Gürtel, водеща покрай двореца Белведере.[28]
- Улица „Евгений Савойски“ (Strada Eugeniu de Savoya) – улица в централната част на Тимишоара, Румъния, и близката къща на принц Евгений Савойски, построена през 1817 г., над старата входна порта на Тимишоара, използвана от генерала при влизане в завладения град през 1716 г.

- SMS Prinz Eugen, австро-унгарски боен кораб от Първата световна война, пуснат през 1912 г.
- SMS Prinz Eugen, австро-унгарски железен военен кораб, построен през 1870-те г.
- SMS Prinz Eugen, австро-унгарски железен военен кораб, построен през 1862 г.
- HMS Prince Eugene, a Royal Navy monitor
- Eugenio di Savoia, италиански лек крайцер
- „Принц Ойген“, австро-унгарски линеен кораб от времето на Първата световна война
- Немският крайцер „Принц Ойген“ (по-късно USS Prinz Eugen), тежък крайцер от Втората световна война

- 7-ма СС доброволческа планинска дивизия „Принц Ойген“ – немска планинска пехотна дивизия от Вафен-SS. Създадена е през 1941 г. от доброволци и наборници от Фолксдойче от Банат, Независима хърватска държава, Унгария и Румъния. Първоначално е наречена на немски: SS-Freiwilligen-Division Prinz Eugen (SS-Доброволческа дивизия „Принц Ойген“).[29]
- Танков полк 33, част от 9-та танкова дивизия, през 1943 г. е официално преименуван на танков полк „Принц Ойген“.
- Награда „Принц Ойген фон Савойен“, присъждана от Виенския университет по време на нацистката ера в Австрия, награждаваща „етническата немска култура“

## Обяснителни бележки
1. ↑  Това не е неестествено решение: първият му братовчед Лудвиг Вилхелем, маркграф на Баден, вече е водещ генерал в имперската армия, както и по-далечният му братовчед Максимилиан II Емануил, курфюрст на Бавария.
2. ↑  Неговият дядо Томас Франсис, основател на линията Савоя-Каринян от Савойския дом, е син на Каталина-Микаела Испанска, дъщеря на Филип II от Испания, и правнук на император Карл V.
3. ↑  Четвъртият му брат Емануил умира на 14 години през 1676 г.; третият му брат Лудвиг Юлий загива на активна служба през 1683 г., а вторият му брат Филип умира от едра шарка през 1693 г. Останалият брат на Евгений, Лудвиг Томас, остракиран, защото си навлича недоволството на Луи XIV, пътува из Европа в търсене на кариера, преди да пристигне във Виена през 1699 г. С помощта на Евгений Лудвиг намира работа в имперската армия, само за да бъде убит в битка срещу французите през 1702 г. От сестрите на Евгений най-малката е починала в детството. Другите две, Мария Жана Батиста и Луиза Филиберта, водят разпуснат живот. Изгонена от Франция, Мария се присъединява към майка си в Брюксел, преди да избяга със свещеник ренегат в Женева, живеейки с него нещастно до преждевременната си смърт през 1705 г. Малко се знае за Луиза след ранния ѝ безстопанствен живот в Париж, но след време тя живее известно време в манастир в Савоя преди смъртта си през 1726 г.
4. ↑  Докато текат последните действия от войната с османците, на европейската дипломатическа сцена се поставя въпросът за испанското наследство. Очертава се нова война между Австрия и Франция, а когато Луи XIV издига претенции за цялото испанско наследство, Австрия се включва в създадения срещу него Велик съюз. По време на Войната за испанското наследство Евгений Савойски действа първоначално в Северна Италия в защита на Миланското херцогство. На 1 февруари 1702 г. той побеждава французите при Кремона и пленява техния командир херцог дьо Вилроа. След това, въпреки численото си превъзходство, новият френски командир, херцог дьо Вандом, не успява да го изтласка от Италия.
5. ↑  Херцогът на Марлборо е предоставил на Евгений 10 хил. души подкрепления, както и заем от 250 хил. лири.
6. ↑  Испанският съвет се състои от испанци и италианци, които последват Карл VI от Испания след войната за испанското наследство. Най-старшият член на съвета и непримирим враг на Евгений е архиепископът на Валенсия Антонио Фолч де Кардона; но най-важните членове са граф Стела и маркиз Рамон де Риалп. Съветът контролира земите на Карл VI в Италия.
7. ↑  Филип V и Изабела се обръщат към Австрия, за да се възползват от изолацията на Карл VI и различията му с морските сили относно компанията Аустенде. Те възнамеряват да сключат брачни съюзи за двамата си сина с дъщерите на императора с цел да осигурят на децата си контрол върху наследствените земи на Хабсбургите и по-голямата част от Италия.
8. ↑  Има споменаване на друга жена преди графиня Батияни; шведският министър във Виена спомена графиня Мария Тюрхайм, но няма доказателства, които да потвърдят това.
9. ↑  Няма индикации за кавга с Ерлах, а само желана промяна в стила. Хилдебранд е придружавал Евгений в Италия като негов обсаден инженер през 1695–96 г. и е станал инженер на императорския двор през 1701 г.
10. ↑  Евгений е закупил земята през 1726 г.
11. ↑  Русо не е бил дълго в Холандия, преди да се присъедини към заговора за отстраняване на Евгений от поста на генерал-губернатор.